# Đảng Dân chủ thế kỷ 21
Đảng Dân chủ thế kỷ 21 hay Đảng Dân chủ (XXI) là các tên gọi tắt của một đảng chính trị ở Việt Nam được thành lập ngày 1 tháng 6 năm 2006 với tên Đảng Dân chủ Việt Nam. Đảng này do Hoàng Minh Chính làm Tổng Thư ký và Trần Khuê làm Phó Tổng Thư ký, Văn phòng Trung ương đặt tại nước ngoài.

## Thành lập đảng
Ngày 1 tháng 6 năm 2006, Hoàng Minh Chính, cựu Tổng Thư ký Đảng Dân chủ Việt Nam trong thập kỷ 1950, ra tuyên bố phục hồi hoạt động của Đảng Dân chủ Việt Nam, tên Đảng Dân chủ thế kỷ 21 hay Đảng Dân chủ (XXI) thường được sử dụng để nói lên rằng là đảng của thế kỷ 21.
Đảng Dân chủ thế kỷ 21 hay Đảng Dân chủ (XXI) được những người sáng lập coi là sự hoạt động trở lại của Đảng Dân chủ Việt Nam - một chính đảng được thành lập năm 1944 và đã tuyên bố giải thể vào năm 1988 - Nay khôi phục lấy lại tên gọi của chính đảng đã bị giải thể.
Tuy nhiên, theo Huỳnh Văn Tiểng, nguyên uỷ viên Thường vụ Đảng Dân chủ Việt Nam trong suốt thời gian tồn tại của đảng này, Hoàng Minh Chính do đã bị khai trừ khỏi Đảng Dân chủ Việt Nam và không được đa số cựu đảng viên đồng tình nên "không có quyền và không đủ tư cách đứng ra khôi phục Đảng", ông nói: " Đảng Dân chủ hiện nay mà ông Hoàng Minh Chính lên tiếng "khôi phục" thì về bản chất đã khác Đảng Dân chủ từng tồn tại từ năm 1944 đến 1988".
Đảng Dân chủ thế kỷ 21 (tên gọi tắt của Đảng Dân chủ Việt Nam hiện nay) được xem là một đảng mới thành lập chứ không phải sự hoạt động trở lại của Đảng Dân chủ đã giải thể từ năm 1988.

## Chủ trương, đường lối
Về phương châm hoạt động của đảng, bản tuyên bố viết: 
"Phương pháp đấu tranh của Đảng là bất bạo động, hoà bình đối thoại, bình đẳng, bao dung, cùng nhau xây dựng xã hội tự do dân chủ, an bình, hạnh phúc, đích thực Của Dân-Do Dân-Vì Dân."
"Liên kết toàn thể quốc dân đồng bào trong nước và hải ngoại, tất cả các đảng phái hội đoàn, các phong trào dân chủ, các tôn giáo, các sắc tộc thành một mặt trận rộng lớn nhất, một sức mạnh tổng hợp hoá giải mọi lực cản để chấn hưng đất nước."

## Tên gọi
"Đảng Dân Chủ Thế kỷ 21" là tên gọi tắt đã được sử dụng rộng rãi trong nội bộ cũng như các tổ chức bên ngoài khác.